# Dendroma
Dendroma és un gènere d'ocells de la família dels furnàrids (Furnariidae).

## Taxonomia
Segons la Classificació del Congrés Ornitològic Internacional (versió 14.2, 2024) aquest gènere està format per dues espècies:
- Plegafulles daurat (Dendroma rufa Vieillot, 1818)
- Plegafulles ala-roig (Dendroma erythroptera Sclater, PL, 1856)